# 리비아의 재외공관 목록

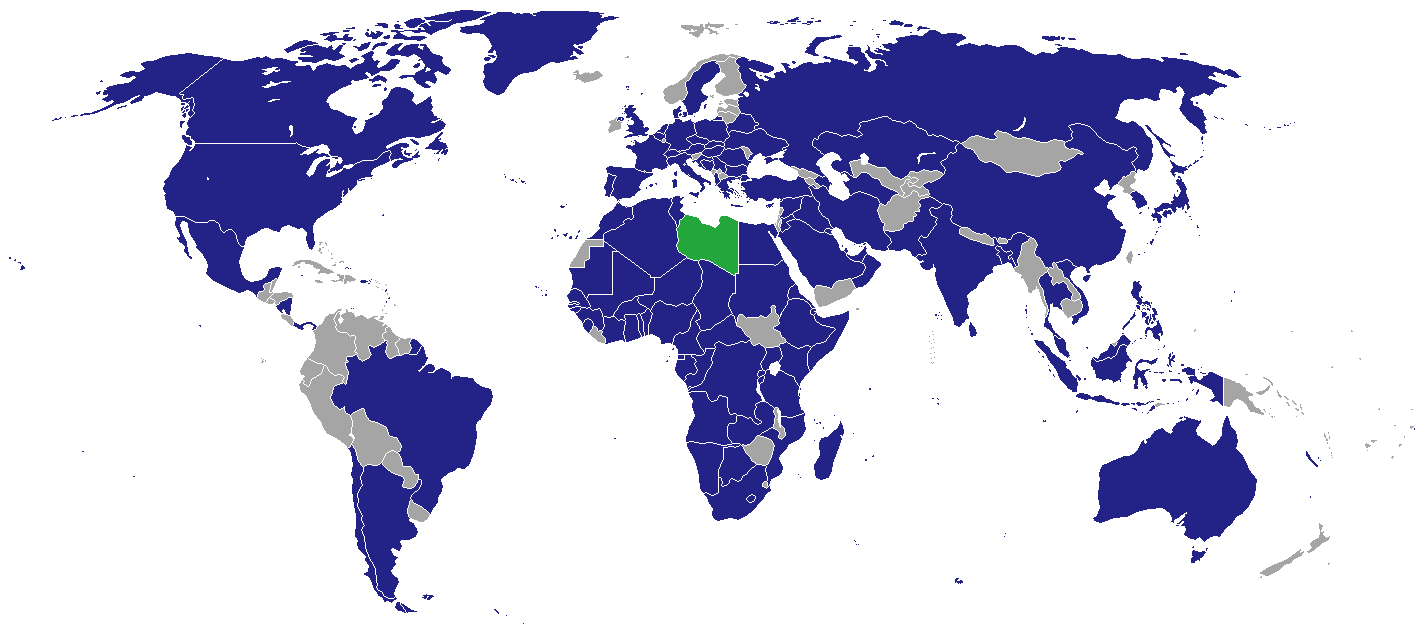
리비아의 재외공관

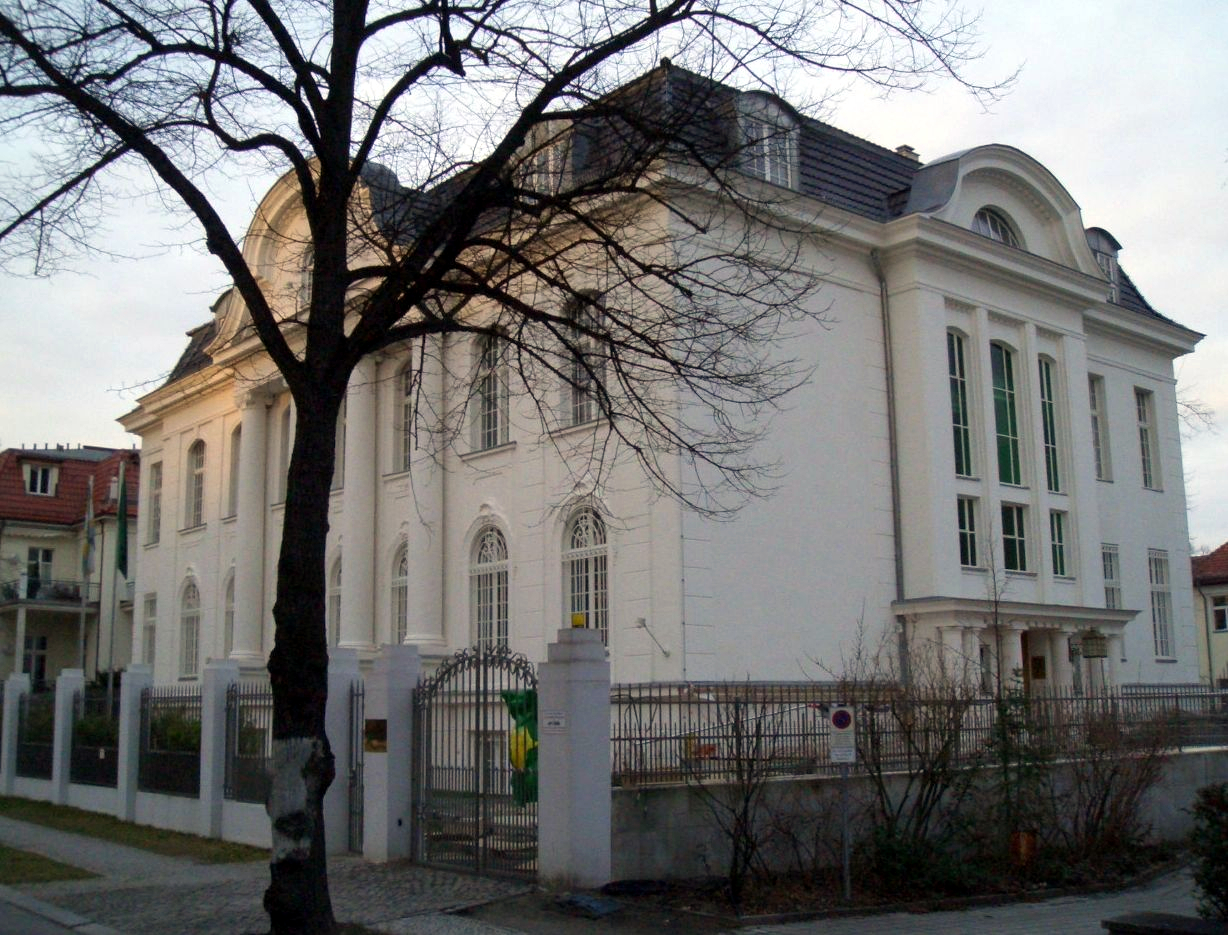
베를린 주재 리비아 대사관

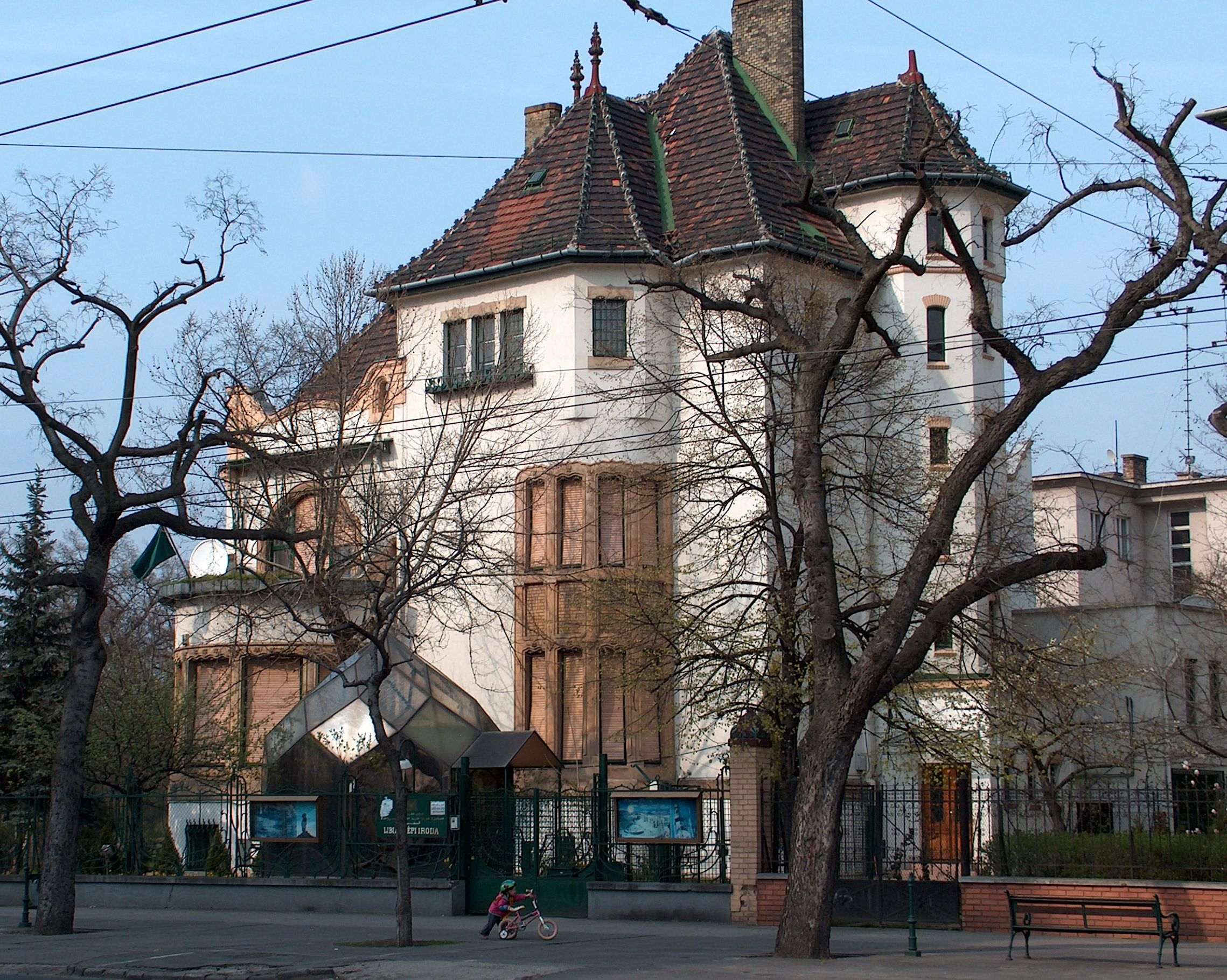
부다페스트 주재 리비아 대사관

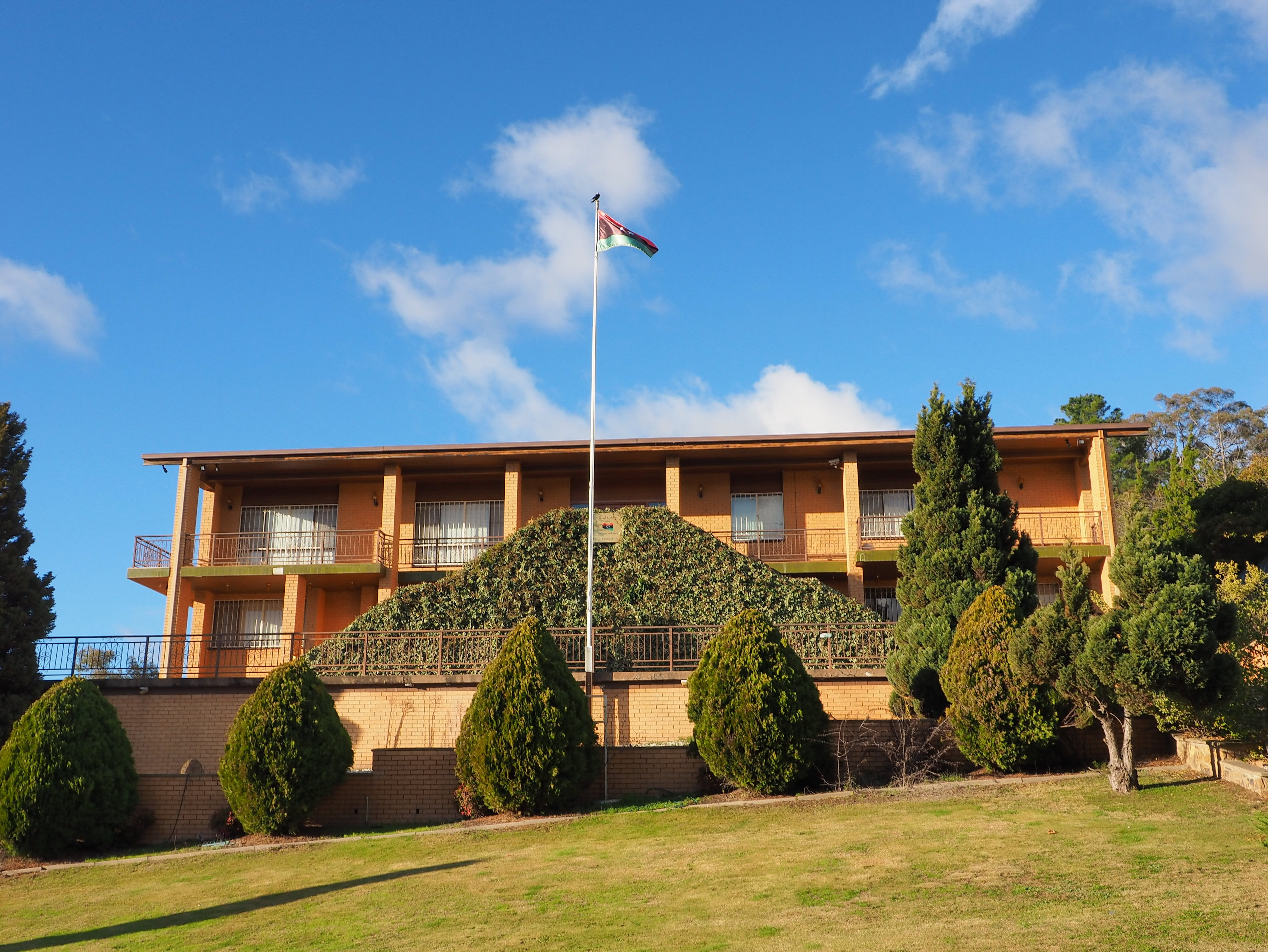
캔버라 주재 리비아 대사관

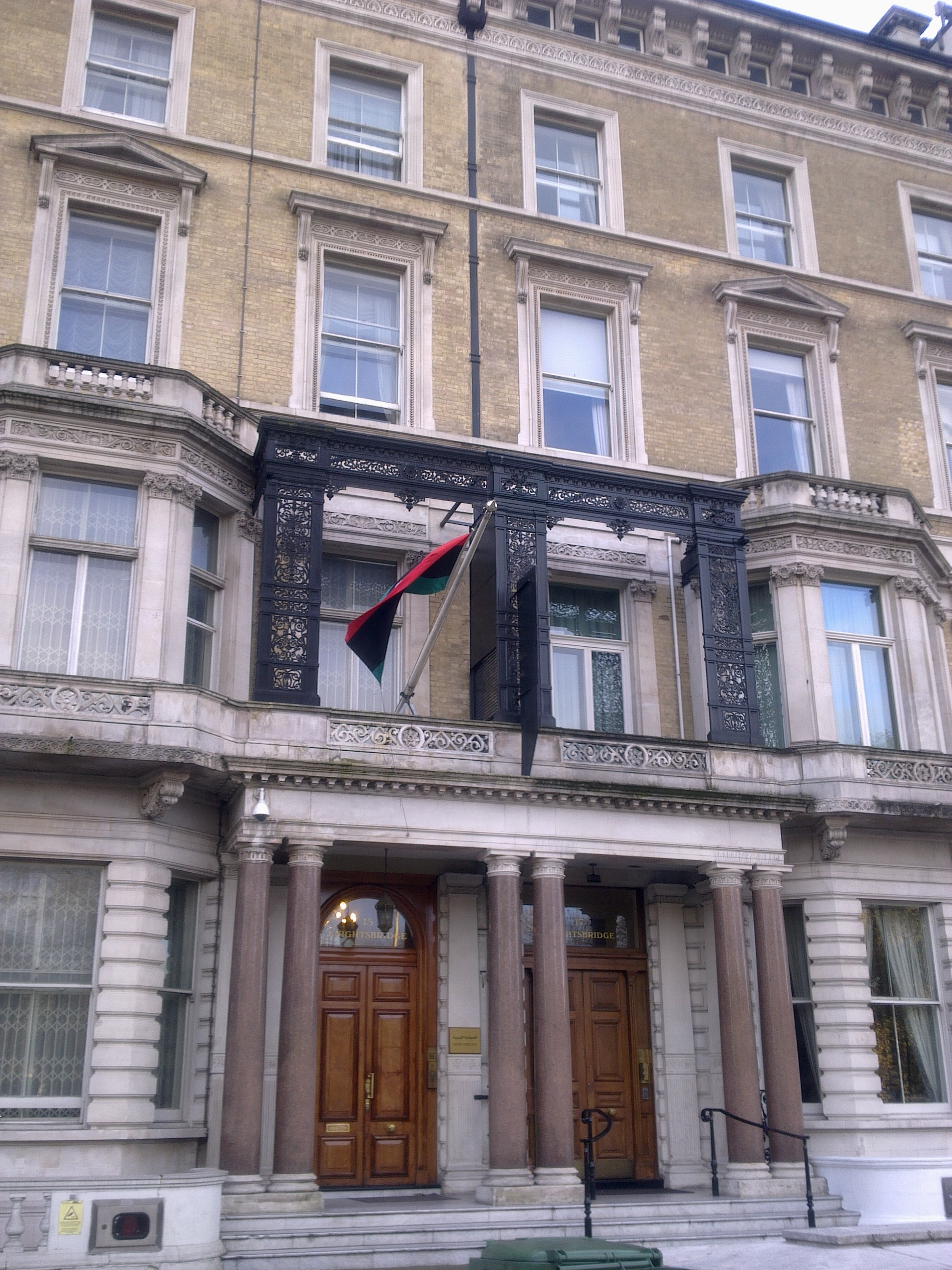
런던 주재 리비아 대사관

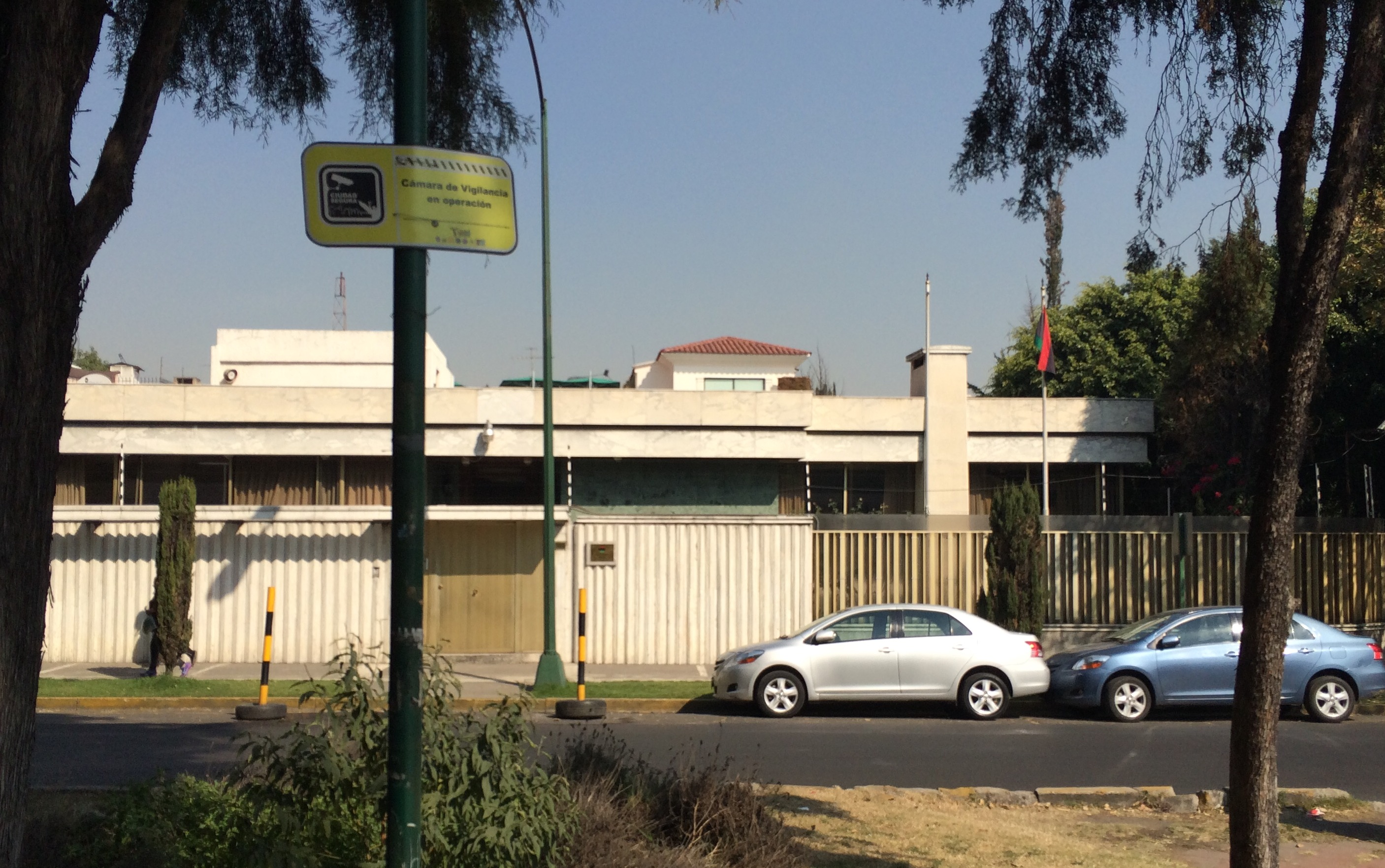
멕시코시티 주재 리비아 대사관

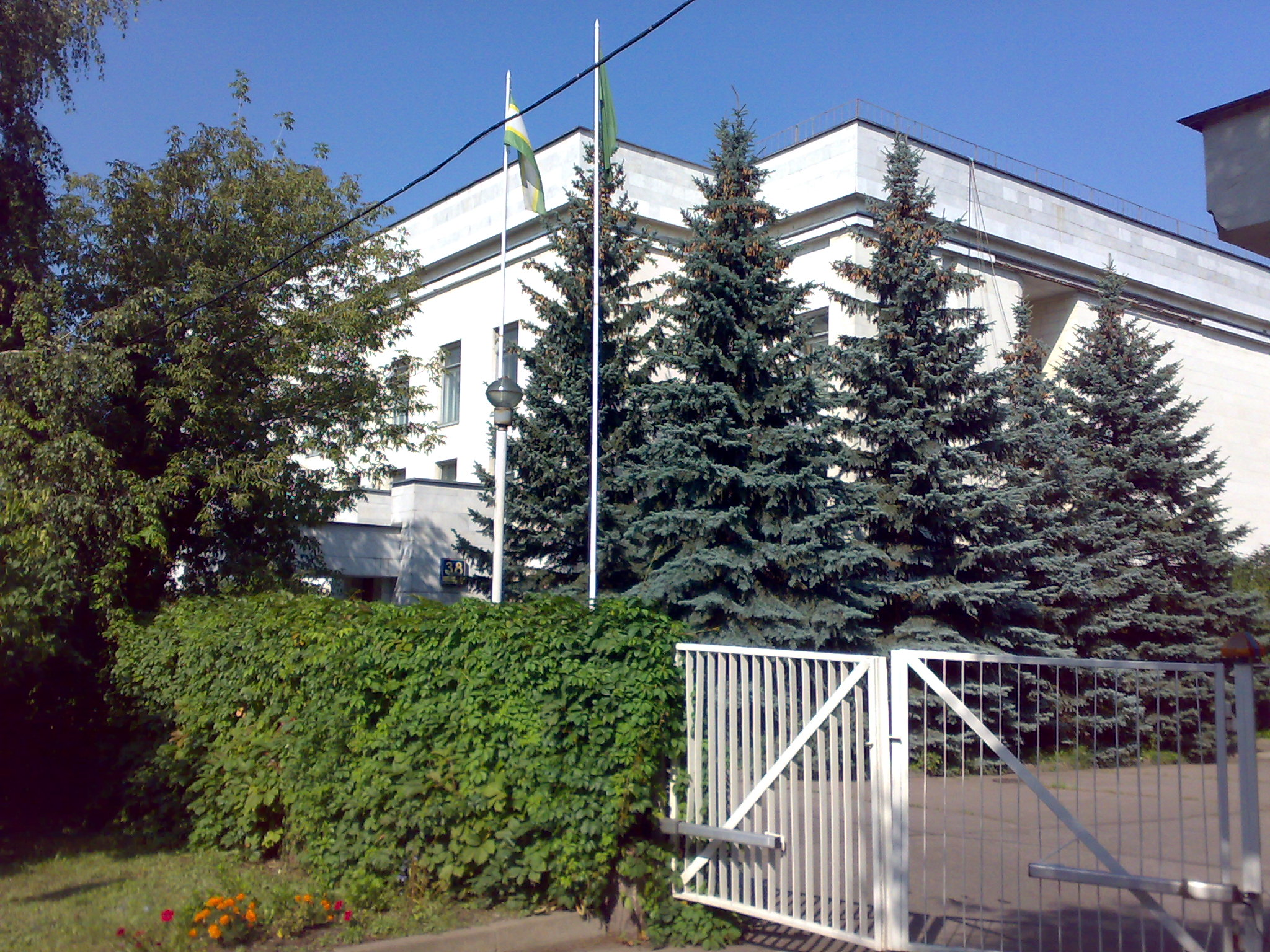
모스크바 주재 리비아 대사관

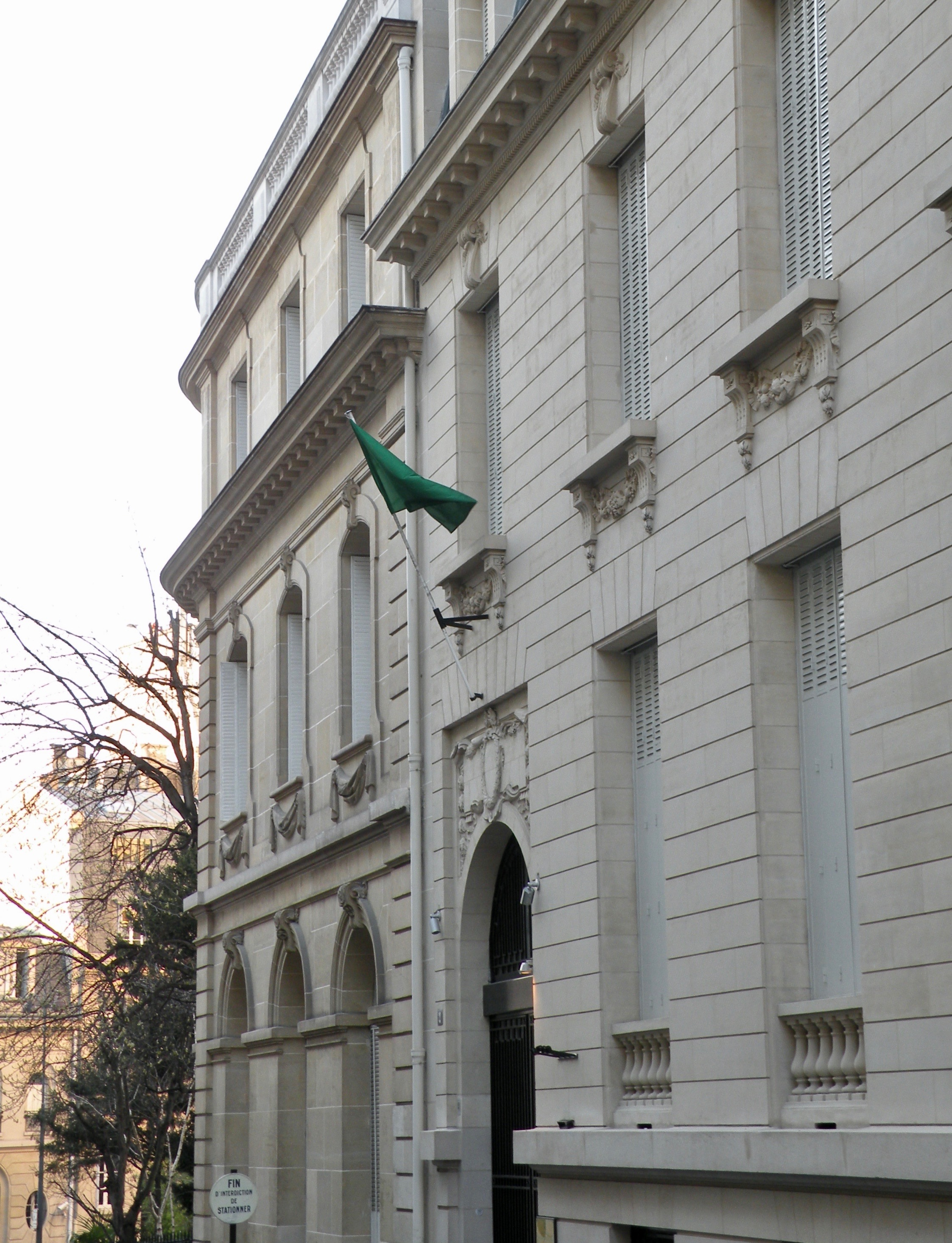
파리 주재 리비아 대사관

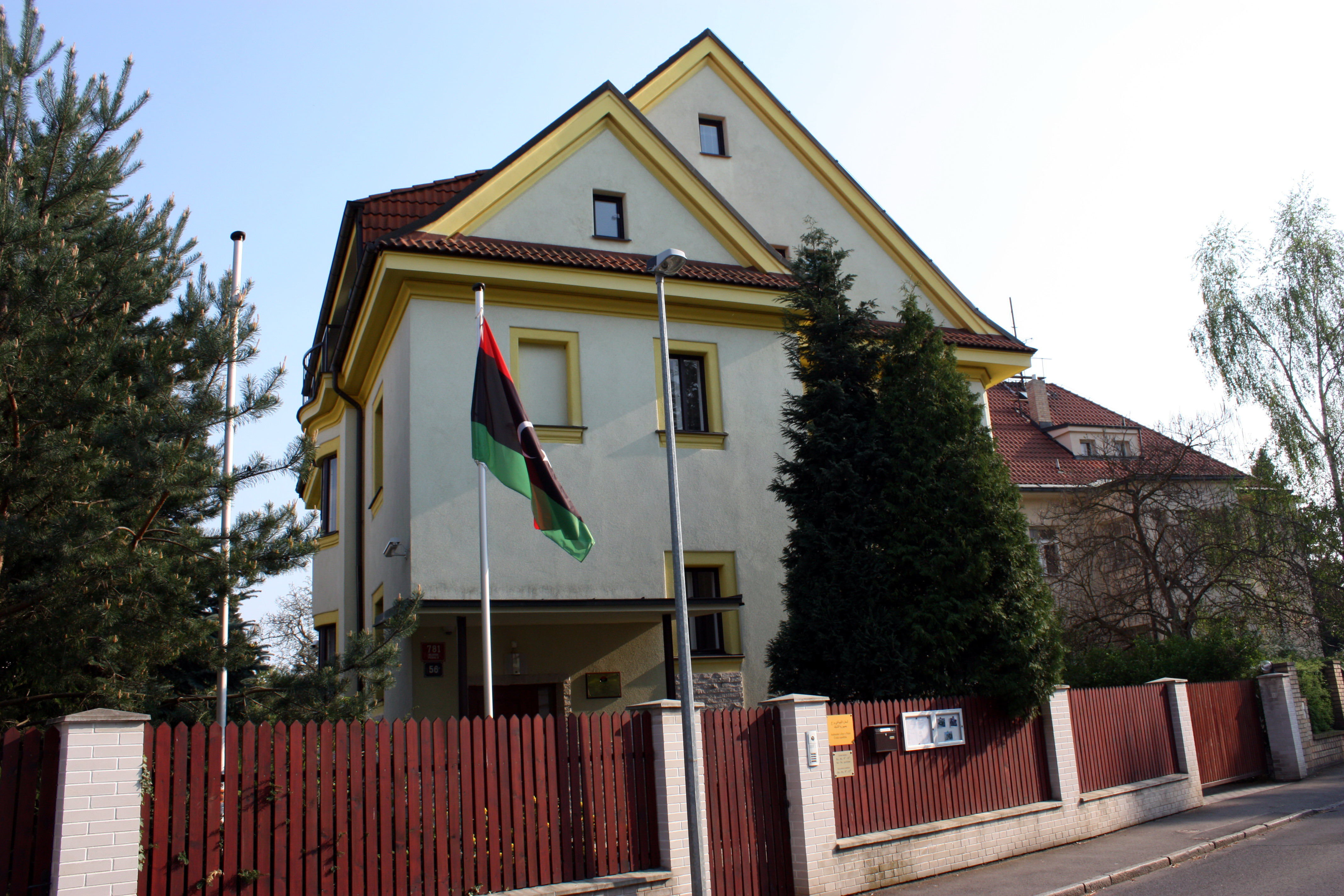
프라하 주재 리비아 대사관

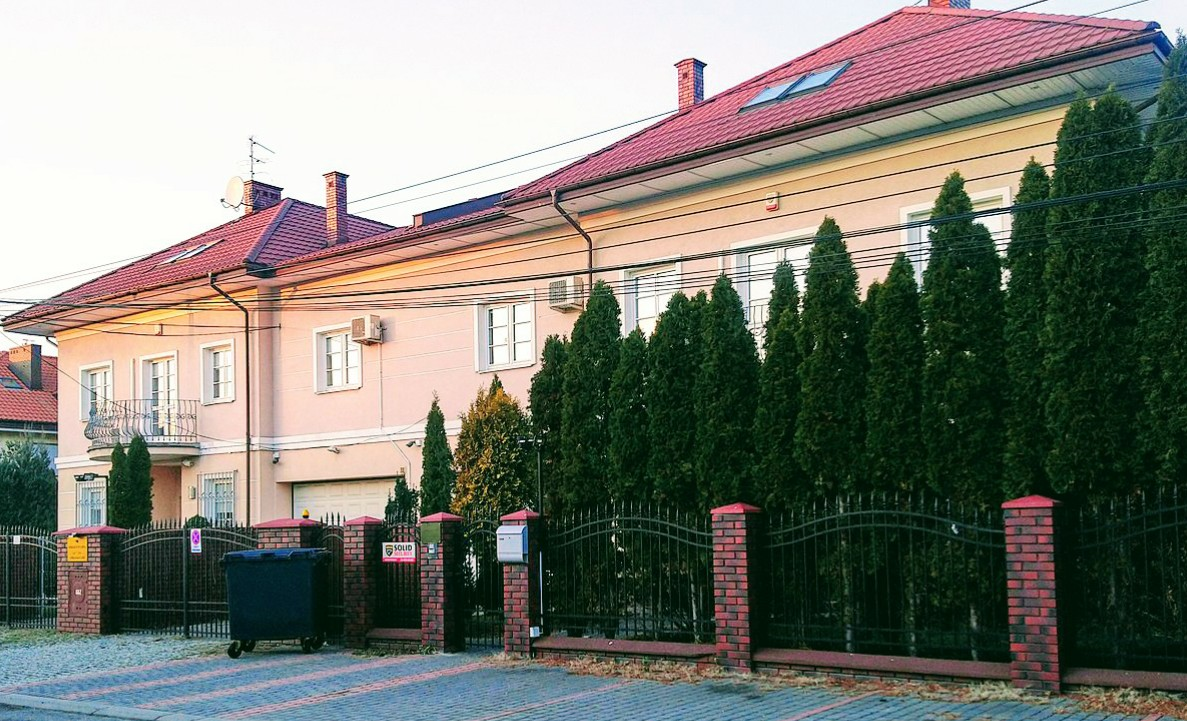
바르샤바 주재 리비아 대사관

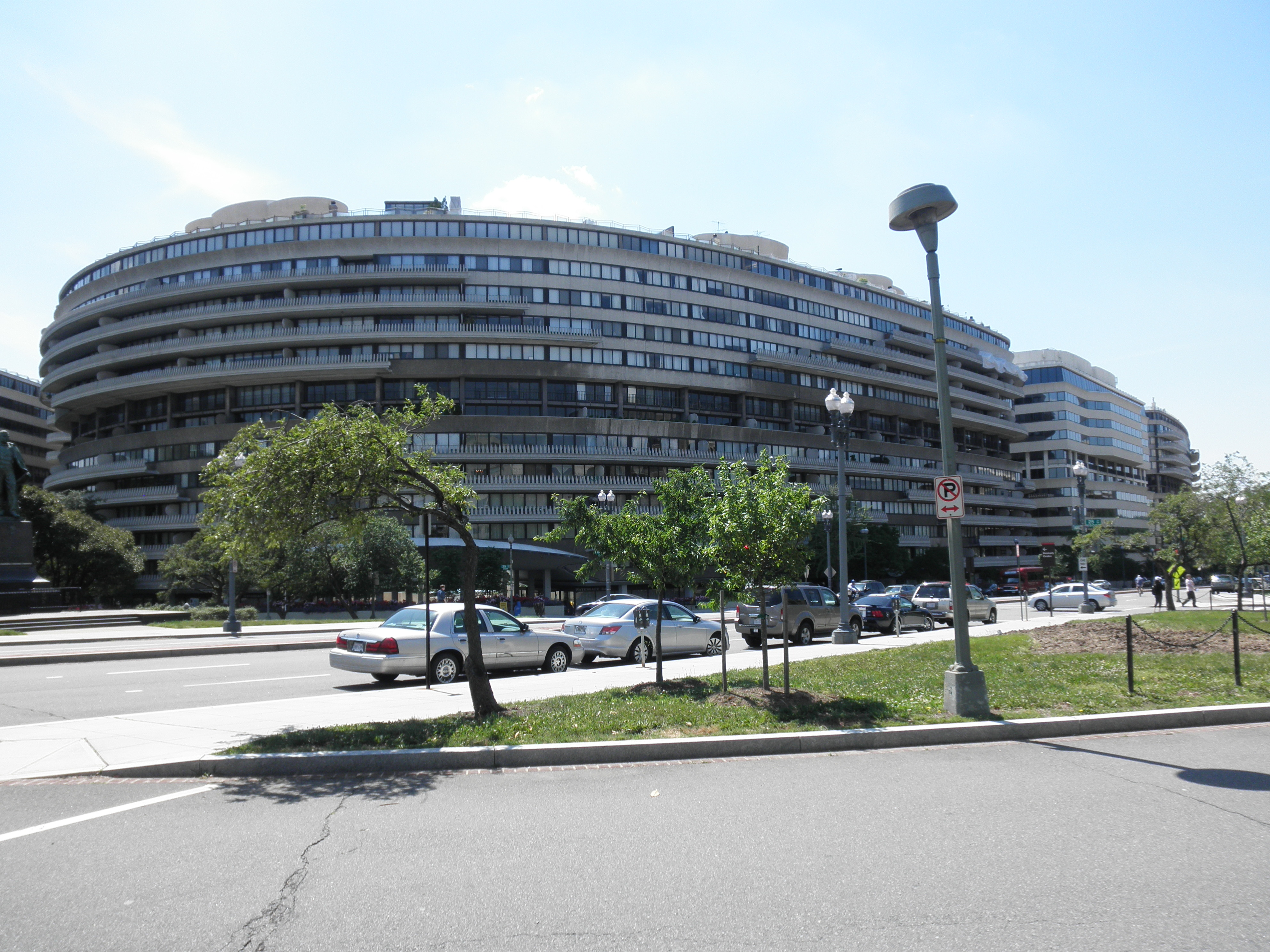
워싱턴 D.C. 주재 리비아 대사관

리비아의 재외공관 목록은 리비아 주재 대사관을 각국에 상주시켜 놓는 것을 의미하며 리비아의 재외공관을 나열한 목록이다. 리비아 정부는 무아마르 알 카다피 정권(리비아 아랍 자마히리야) 시대였던 1979년부터 2011년까지 다른 나라들이 따르던 관례를 깨고 외국 주재 리비아 대사관을 '리비아 인민사무소'(Libyan People's Bureau)라고 불렀고 공관 직원들은 '혁명위원회'(Revolutionary committee)라고 불렀다.
2011년에 일어난 리비아 내전 시기에 자신들이 리비아의 법률상 정부라고 주장하는 2개의 정부가 있었는데 하나는 카다피가 이끄는 정부였고 다른 하나는 카다피 정권에 반대하던 진영이 수립한 리비아 국가과도위원회였다. 상당수 국가들이 국가과도위원회를 리비아의 법적 정부로 인정하면서 해당 국가에 주재하는 대사도 국가과도위원회에서 임명했다. 국가과도위원회는 2011년 9월에 실시된 유엔 총회의 투표를 통해 유엔에서 리비아의 법적 정부로 공인받았다.

## 아프리카
- 알제리 : 알제 (대사관)
- 앙골라 : 루안다 (대사관)
- 베냉 : 코토누 (대사관)
- 부르키나파소 : 와가두구 (대사관)
- 부룬디 : 부줌부라 (대사관)
- 카메룬 : 야운데 (대사관)
- 카보베르데 : 프라이아 (대사관)
- 중앙아프리카 공화국 : 방기 (대사관)
- 차드 : 은자메나 (대사관)
- 코모로 : 모로니 (대사관)
- 콩고 공화국 : 브라자빌 (대사관)
- 코트디부아르 : 아비장 (대사관)
- 콩고 민주 공화국 : 킨샤사 (대사관)
- 이집트 : 카이로 (대사관), 알렉산드리아 (총영사관)
- 에티오피아 : 아디스아바바 (대사관)
- 가봉 : 리브르빌 (대사관)
- 감비아 : 반줄 (대사관)
- 가나 : 아크라 (대사관)
- 기니비사우 : 비사우 (대사관)
- 케냐 : 나이로비 (대사관)
- 레소토 : 마세루 (대사관)
- 마다가스카르 : 안타나나리보 (대사관)
- 말리 : 바마코 (대사관)
- 모리타니 : 누악쇼트 (대사관)
- 모로코 : 라바트 (대사관), 카사블랑카 (총영사관)
- 모잠비크 : 마푸투 (대사관)
- 나미비아 : 빈트후크 (대사관)
- 니제르 : 니아메 (대사관)
- 나이지리아 : 아부자 (대사관)
- 르완다 : 키갈리 (대사관)
- 세네갈 : 다카르 (대사관)
- 세이셸 : 빅토리아 (대사관)
- 시에라리온 : 프리타운 (대사관)
- 남아프리카 공화국 : 프리토리아 (대사관)
- 수단 : 하르툼 (대사관)
- 탄자니아 : 다르에스살람 (대사관)
- 토고 : 로메 (대사관)
- 튀니지 : 튀니스 (대사관)
- 우간다 : 캄팔라 (대사관)
- 잠비아 : 루사카 (대사관)
- 짐바브웨 : 하라레 (대사관)

## 아메리카
- 아르헨티나 : 부에노스아이레스 (대사관)
- 브라질 : 브라질리아 (대사관)
- 캐나다 : 오타와 (대사관)
- 쿠바 : 아바나 (대사관)
- 멕시코 : 멕시코시티 (대사관)
- 니카라과 : 마나과 (대사관)
- 파나마 : 파나마시티 (대사관)
- 미국 : 워싱턴 D.C. (대사관)
- 베네수엘라 : 카라카스 (대사관)

## 아시아
- 아제르바이잔 : 바쿠 (대사관)
- 바레인 : 마나마 (대사관)
- 방글라데시 : 다카 (대사관)
- 중화인민공화국 : 베이징시 (대사관)
- 키프로스 : 니코시아 (대사관)
- 인도 : 뉴델리 (대사관)
- 인도네시아 : 자카르타 (대사관)
- 이란 : 테헤란 (대사관)
- 일본 : 도쿄도 (대사관)
- 요르단 : 암만 (대사관)
- 카자흐스탄 : 아스타나 (대사관)
- 대한민국 : 서울특별시 (대사관)
- 쿠웨이트 : 쿠웨이트시티 (대사관)
- 레바논 : 베이루트 (대사관)
- 말레이시아 : 쿠알라룸푸르 (대사관)
- 오만 : 무스카트 (대사관)
- 파키스탄 : 이슬라마바드 (대사관), 카라치 (총영사관)
- 필리핀 : 마닐라 (대사관)
- 카타르 : 도하 (대사관)
- 사우디아라비아 : 리야드 (대사관), 지다 (총영사관)
- 스리랑카 : 콜롬보 (대사관)
- 시리아 : 다마스쿠스 (대사관)
- 태국 : 방콕 (대사관)
- 튀르키예 : 앙카라 (대사관), 이스탄불 (총영사관)
- 투르크메니스탄 : 아시가바트 (대사관)
- 아랍에미리트 : 아부다비 (대사관)
- 베트남 : 하노이 (대사관)
- 예멘 : 사나 (대사관)

## 유럽
- 알바니아 : 티라나 (대사관)
- 오스트리아 : 빈 (대사관)
- 벨라루스 : 민스크 (대사관)
- 벨기에 : 브뤼셀 (대사관)
- 보스니아 헤르체고비나 : 사라예보 (대사관)
- 불가리아 : 소피아 (대사관)
- 크로아티아 : 자그레브 (대사관)
- 체코 : 프라하 (대사관)
- 덴마크 : 코펜하겐 (대사관)
- 프랑스 : 파리 (대사관), 마르세유 (총영사관)
- 독일 : 베를린 (대사관)
- 그리스 : 아테네 (대사관)
- 바티칸 시국 : 바티칸 시국 (대사관)
- 헝가리 : 부다페스트 (대사관)
- 이탈리아 : 로마 (대사관), 밀라노 (총영사관), 팔레르모 (총영사관)
- 몰타 : 발레타 (대사관)
- 네덜란드 : 헤이그 (대사관)
- 폴란드 : 바르샤바 (대사관)
- 포르투갈 : 리스본 (대사관)
- 루마니아 : 부쿠레슈티 (대사관)
- 러시아 : 모스크바 (대사관)
- 세르비아 : 베오그라드 (대사관)
- 슬로바키아 : 브라티슬라바 (대사관)
- 스페인 : 마드리드 (대사관)
- 스웨덴 : 스톡홀름 (대사관)
- 스위스 : 베른 (대사관)
- 우크라이나 : 키예프 (대사관)
- 영국 : 런던 (대사관)

## 오세아니아
- 오스트레일리아 : 캔버라 (대사관)

## 대표부
- EU 리비아 정부 대표부 : 브뤼셀
- UN 리비아 정부 대표부 : 뉴욕, 빈, 제네바, 나이로비
- UNESCO 리비아 정부 대표부 : 파리
- FAO 리비아 정부 대표부 : 로마
- 아프리카 연합 리비아 정부 대표부 : 아디스아바바
- 아랍 연맹 리비아 정부 대표부 : 카이로